# 莠草大麻
莠草大麻（學名：Cannabis ruderalis），也譯為野生大麻，是大麻的品種之一，源自中亞。學者對於它是否是大麻屬之下的獨立物種或是亞種尚有爭議。
莠草大麻，尋常大麻與印度大麻為現在最常見的三種大麻品種。它開花的時間比尋常大麻和印度大麻都早，植株沒有它們那麼高，但是更能夠忍受惡劣氣候。本种含有較低比例四氢大麻酚（THC），可用於工業大麻的種植，也用來作為杂交大麻的配種之用。

## 名稱
這個品種於1924年首次由蘇聯植物學者德米特里·叶拉斯托维奇·亚尼舍夫斯基（D. E. Janischewsky）記錄。其學名  源自拉丁語：的複數形，這個單字的字面意思為礫石，磚瓦或銅塊，後成為英語：的字根，意為莠草或雜草，意指為荒地上生長的無經濟價值草類。
在1960年代後，許多學者認為莠草大麻是尋常大麻的亞種，不是獨立物種。因為在緯度較高地區生長，所以含有較低比例的大麻素。1976年加拿大學者Ernest Small分析收集到的各種大麻品種，認為尋常大麻與印度大麻原是同一物種，但經過人類育種而成為不同品系，而莠草大麻為人工種植大麻回復野外後而產生的另一品系。

## 修行
20世纪80年代初，莠草大麻的种子被带到阿姆斯特丹，以增强种子库的育种计划。
莠草大麻的THC含量低于C. sativa或C. indica，因此很少用于娱乐用途，并且莠草大麻的较矮身材限制了它在大麻生产中的应用。莠草大麻的品种富含大麻二酚（CBD），因此一些医用大麻用户种植它们。莠草大麻早期的、植物年龄触发的“自动开花”特性（相对于光周期性开花品种具有一些农业优势），以及它声称的对昆虫和病害的抗性，使其对植物育种者非常有吸引力。C. indica品种经常与莠草大麻交叉育种，以产生具有高THC含量、改良的耐寒性和较低高度的自动开花植物。1960年被鉴定出的Cannabis x intersita Sojak品种是C. sativa和莠草大麻的交叉。试图培育具有较短生长季节的Cannabis品种是培育莠草大麻的另一种应用。当莠草大麻与sativa和indica品种交叉时，将带有隐性自动开花特性。进一步的交叉将稳定这一特性，并使植物可以在短短10周内自动开花并完全成熟。

### 自动开花大麻品种的创造

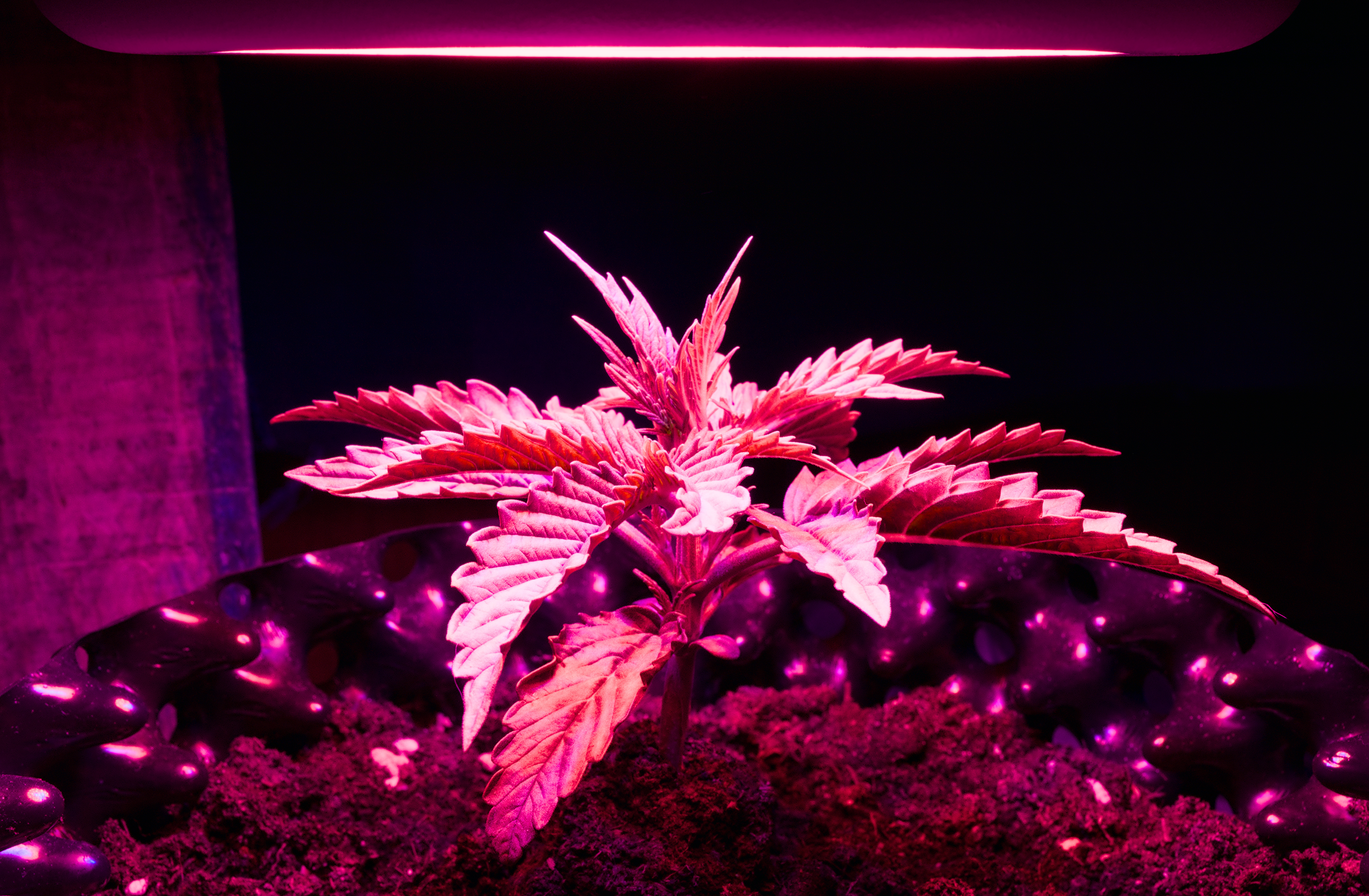
在LED灯下生长的室内植物

由于莠草大麻在生长阶段从营养阶段过渡到开花阶段，与光周期品种所需的光周期相反，它与其他家庭中的sativa和indica品种进行交配，创造出“自动开花大麻品种”。这些品种对育种者来说很有利，因为它们既展示了ruderalis植物的耐寒性，同时又保持了sativa和indica品种的药用效果。 由于生产时间缩短，栽培者还更喜欢ruderalis植物，通常在3-4个月内完成，而不是6-8个月。自动开花特性非常有益，因为它允许在一个室外种植季节内进行多次收获，而无需使用光剥夺技术，这对于多次收获光周期品种是必要的。由于ruderalis遗传基因的影响，自动开花植物通常具有比光周期cannabis更高的CBD含量。

## 用途
莠草大麻在俄罗斯和蒙古的民间医学中传统上被用于治疗抑郁症等。由于莠草大麻是产生THC最低的大麻生物型之一，因此莠草大麻很少用于娱乐用途。
在现代用途中，莠草大麻已与Bedrocan品系交叉，以生产出为患有医疗处方的患者所用的Bediol品系。C. sativa和C. indica品系与ruderalis植物交配通常表现出莠草大麻血统所表现的“自动开花”表型，意味着它们在植物达到一定成熟度时开始开花（通常从种子发芽后的十周），而不是根据每日的光照计划开花。通常较高的CBD浓度使ruderalis植物在治疗焦虑症或癫痫等方面具有价值。莠草大麻正在用于癌症、硬化症和食欲不振的治疗。